# Most, Kărdjali
Most (în bulgară Мост) este un sat în comuna Kărdjali, regiunea Kărdjali,  Bulgaria. 

## Demografie
Componența etnică a satului Most
     Bulgari (1,14%)
     Turci (97,7%)
     Nicio identificare (1,14%)
     Altele (0%)
La recensământul din 2011, populația satului Most era de 697 locuitori. Din punct de vedere etnic, majoritatea locuitorilor (97,7%) erau turci, cu o minoritate de bulgari (1,14%). Pentru 1,14% din locuitori nu este cunoscută apartenența etnică.